# Gánóc
Gánóc (szlovákul Gánovce, németül Gansdorf) község Szlovákiában, az Eperjesi kerület Poprádi járásában. 650 m magasan fekvő gyógyfürdőhely gipszes, szénsavas gyógyforrással. Filefalva tartozik hozzá.

## Fekvése
Poprádtól 4 km-re délkeletre, a Poprád és a Hernád között fekszik.

## Nevének eredete
Nevét első birtokosáról, Gaanról kapta.

## Története
Területe már az őskorban lakott volt, a neandervölgyi ember maradványait találták itt meg.
Gánócot valószínűleg már a 13. században alapították, mert kora gótikus temploma is ekkor épült. Első birtokosai között feltűnik egy bizonyos „Bazilius Gaana” fia, aki után valószínűleg a település a nevét kapta. A mai falu a 14. század elején keletkezett, 1317-ben „villa Ganau” alakban említik először. A falu lakói évszázadok óta mezőgazdaságból éltek. 1473-ban „Ganfalu”, 1521-ben „Ganovecz” alakban említi oklevél. Gyógyvízű forrását már 1549-ben ismerték és fürödtek a vizében. 1787-ben 28 háza és 155 lakosa volt.
A 18. század végén Vályi András így ír róla: „GÁNOTZ. Felső, és Alsó Gánotz, Johansdorf, Ganovetz. Két részre osztott tót faluk, Szepes Vármegyében, birtokosai Márjásy, Okolitsányi, és más Urak, lakosai katolikusok, fekszenek Lőtsétől három fertály mértföldnyire, egy völgyben, Svabótz, Lutsivna, és Poprád között, savanyú vizétől, és meszes fördőjéről írt Krantz. Határjai jó termékenységűek, réttyek, legelőjök jó, fájok is szükségekre elég lévén, második Osztálybéli.”
1828-ban 18 házában 136 lakos élt, akik mezőgazdasággal, szőlő- és gyümölcstermesztéssel foglalkoztak.
Fényes Elek 1851-ben kiadott geográfiai szótárában így ír a faluról: „Ganócz, (Gansdorf), tót falu, Szepes vmegyében, Filiczhez közel: 87 kath., 89 evang. lak. Kath. paroch. templom. Savanyuviz, mellynek alkotó része: szénsavany-szesz, mészföld, kevés vas, keserűsó; használ a csipős nedvességtől származott bajokban. F. u. Okolicsányi, Vitalis. Ut. p. Lőcse.”
Forrása csak azután fejlődött igazi gyógyfürdővé, hogy 1852-ben Korponay Ágoston korszerű fürdőteleppé építtette. A trianoni diktátumig Szepes vármegye Szepesszombati járásához tartozott.
1924-ben a szomszédos Filefalvát csatolták hozzá.

## Népessége
| Év:            | 1994. | 2004.    | 2014.    | 2024.   |
| -------------- | ----- | -------- | -------- | ------- |
| Emberek száma: | 768   | 1069     | 1348     | 1408    |
| Eltérés:       |       | +39,19 % | +26,09 % | +4,45 % |

| Év:            | 2023. | 2024.   |
| -------------- | ----- | ------- |
| Emberek száma: | 1403  | 1408    |
| Eltérés:       |       | +0,35 % |

1910-ben 232, túlnyomórészt szlovák anyanyelvű lakosa volt.
2011-ben 1249 lakosából 965 szlovák és 160 cigány volt.
2021-ben 1404 lakosából 42 (+24) cigány, 3 (+9) ruszin, 1245 (+15) szlovák, 17 (+2) egyéb és 97 ismeretlen nemzetiségű volt.

## Nevezetességei
- Mihály arkangyal temploma a 13. század második felében kora gótikus stílusban épült, szentélyében 14. századi freskók vannak. 1776-ig önálló plébánia volt, akkor azonban a templom leégett és újjá kellett építeni. Oltárai és szószéke 17. századiak. Madonna szobra 1510 körül készült, a szepesi faszobrászat remeke. Ugyancsak a faszobrászat remeke az 1480 körül készült gánóci Szent Szaniszló retabulum (oltárfelépítmény).
- A faluban egy 19. századi klasszicista kúria is van.
- Fürdője már 1549-ben működött, de az ósdi telepet 1852-ben birtokosa, Korponay Ágoston leromboltatta és korszerű pavilonokat építtetett. 1880-ban mélyfúrás után a telepet bővítették. Termálvize 24 °C-os.

## Lásd még
- Filefalva